# Set the Controls for the Heart of the Sun
Set the Controls for the Heart of the Sun è un brano del gruppo musicale britannico Pink Floyd pubblicato nell'album A Saucerful of Secrets del 1968, ultimo album del gruppo con Syd Barrett e primo con David Gilmour. Il brano contiene alcune parti per chitarra suonate da entrambi e questo lo rende l'unico del gruppo in cui hanno suonato tutti i cinque componenti.

## Storia

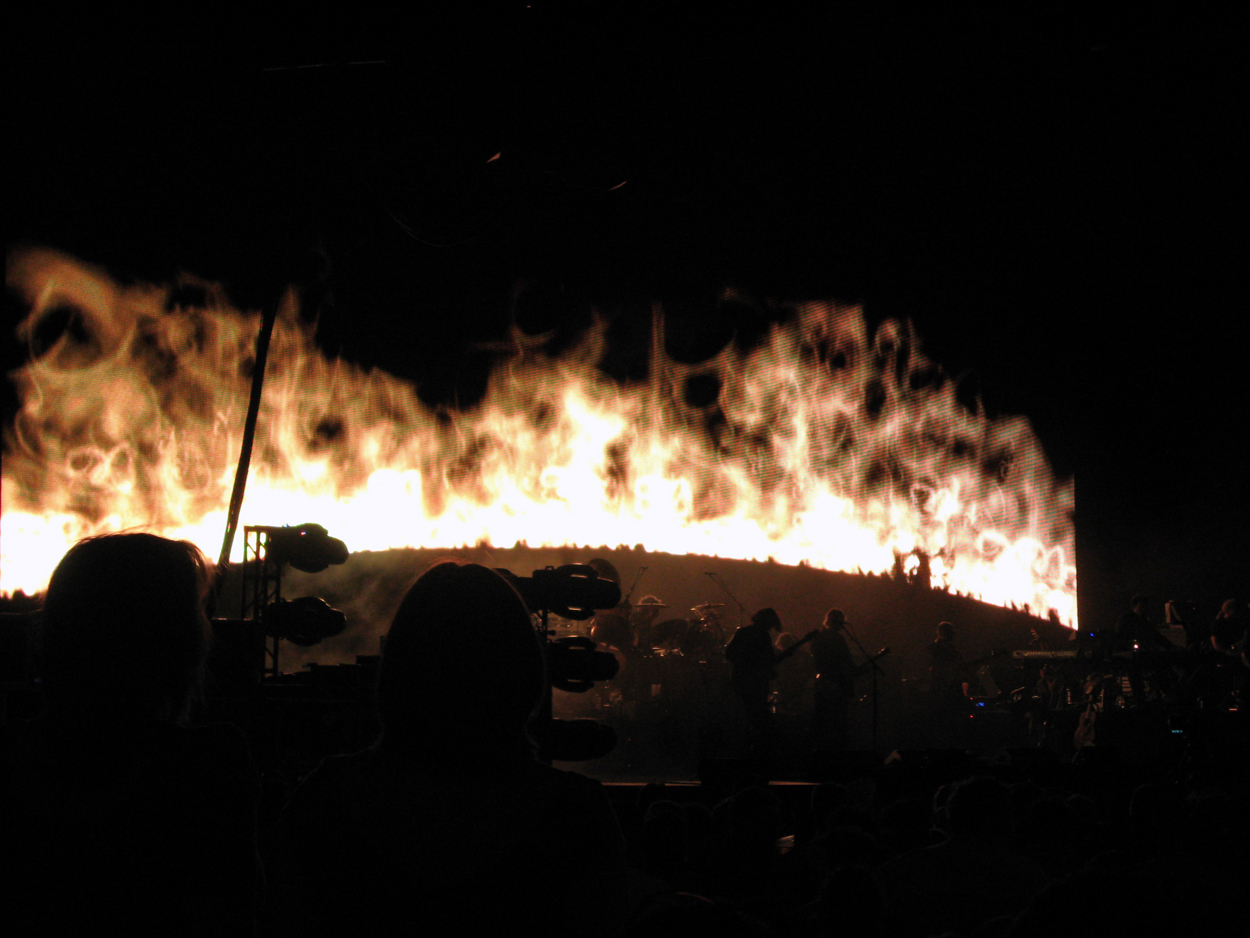
Roger Waters in concerto a Tampa nel 2007 durante il The Dark Side of the Moon Live esegue il brano.

Scritta da Roger Waters, è stata regolarmente suonata nei concerti del gruppo tra il 1967 e il 1973 e nei tour solisti di Waters dal 1984 in poi.
Per il testo della canzone Waters prese in prestito alcune frasi da un libro di poesie cinesi del periodo della dinastia Tang (VII-IX secolo d.C.).
La registrazione venne effettuata a Londra negli Abbey Road Studios nelle sedute del 6 e 7 agosto, del 23 ottobre 1967 e del 11 gennaio 1968.
È stata inserita anche nella raccolta Echoes: The Best of Pink Floyd del 2001 e, in una versione registrata dal vivo, anche nell'album Ummagumma (1969) e viene suonata nel film concerto Live at Pompeii (1972)
Nel 2006 è stata coverizzata, oltre che rinominata semplicemente Set The Controls, dal progetto Ashes di Eraldo Bernocchi, Bill Laswell e Raiz all'interno dell'album Unisono.

## Formazione
- Roger Waters – voce, basso, gong
- Syd Barrett – chitarra
- David Gilmour – chitarra
- Richard Wright – organo elettrico, vibrafono
- Nick Mason – batteria, percussioni